# 西アフリカ諸国中央銀行
西アフリカ諸国中央銀行 (にしアフリカしょこくちゅうおうぎんこう、BCEAO、Banque centrale des États de l'Afrique de l'Ouest) は、西アフリカ経済通貨同盟 (UEMOA、Union économique et monétaire ouest-africaine) 8カ国による国際的な中央銀行。西アフリカCFAフランを発行する。1962年設立。本部はセネガル共和国の首都ダカールにある。なおCFAフランは2020年より西アフリカ諸国経済共同体で使用される統一通貨エコへ段階的に移行する予定となっている。

## 構成国
- ベナン (Bénin)
- ブルキナファソ (Burkina Faso)
- コートジボワール (Côte d'Ivoire)
- ギニアビサウ (Guinée-Bissau) (1997年5月2日加盟)
- マリ共和国 (Mali)
- ニジェール (Niger)
- セネガル (Sénégal)
- トーゴ (Togo)

## デジタルCFA
2025年8月、BCEAOはe-CFAの導入と「Pi-Spi」と呼ばれる即時決済プラットフォームの構築を発表しました<ref>Template:Web link }.